# Corazón apasionado
 (срп. Страствено срце) америчко-венецуеланска је теленовела, продукцијске куће Веневисион, снимана 2011.

## Синопсис
Патрисија Кампос, њен брат, и две сестре су одрасли на фарми њихове баке, доње Урсуле, богате земљопоседнице опаког карактера. Упркос неодобравању Урсуле, Патрисија (као тинејџерка) бива у љубавној вези са Маркосом, понизним радником на фарми. Након што је сазнала да њен отац Бруно хоће да је прода, она бежи заједно са Маркосом са фарме. Међутим, романса се завршава трагично када он бива убијен, бранећи њу. Годинама касније, још увек патећи за Маркосом, Патрисија је постала огорчен жена, чије је срце затворило поглавље љубави, она сада брине једино о фарми на којој живи.
Долазак Арманда Маркана, веома згодног сина надзорника Урсулине фарме, ремети Патрисијин уобичајен живот. Иако је у почетку против осећања, и мисли да је презире, страст га преузме и заљубљује се у њу. Али опет, срећу није лако постићи. На фарми неочекивано стиже Патрисијина рођака - Федора, за коју се касније испостави да је Армандова љубавница, од тада почиње ривалство између две жене које воле истог човека. Патрисија и Армандо, имају право борити се за своју љубав, иако је то њена зла рођака Федора, и Маркос који је ипак жив.

## Улоге
| Глумац:               | Улога:                   |
| --------------------- | ------------------------ |
| Марлен Фавела         | Патрисија Кампос Миранда |
| Гај Екер              | Армандо Маркано          |
| Џесика Мас            | Федора                   |
| Хосе Гиљермо Кортинес | Маркос Перез             |
| Сусана Досамантес     | Урсула Кампос де Миранда |
| Лорена Мартиано       | Вирхинија Кампос         |
| Данијела Наваро       | Маријелита Кампос        |
| Адријан Карвахал      | Давид Кампос Миранда     |
| Луис Хосе Сантандер   | Рикардо Реј              |
| Фернадо Карера        | Алехаднро Гомез          |
| Наталиа Рамирез       | Соња Алказар дел Реј     |
| Раул Изагире          | Игнасио Мелендез         |
| Карлос Гиљермо Хаидон | Дијего Лозда             |
| Марсело Букет         | Бруно Монтесинос         |
| Габријела Риверо      | Тереса Ривас             |
| Карлос Малдонадо      | Рамиро Мелендез          |
| Ектор Соберон         | Алваро Мартинез          |
| Скарлет Грубер        | Ребека Маркано           |
| Марџори де Соуса      | Летисија                 |
| Бетриз Аројо          | Лоренса Санчес           |
| Хосе Мигел Гутијерез  | свештеник Хосе           |
| Патрисија де Леон     | Кармен Роса              |
| Лара Рикото           | Марија Реј               |
| Кевин Апонте          | Хуан Хосе Реј            |
| Кристијан Карабијас   | Џони Гомез               |
| Карло Перез           | Перечуо                  |